# Centro nazionale per gli studi atmosferici degli Stati Uniti d'America

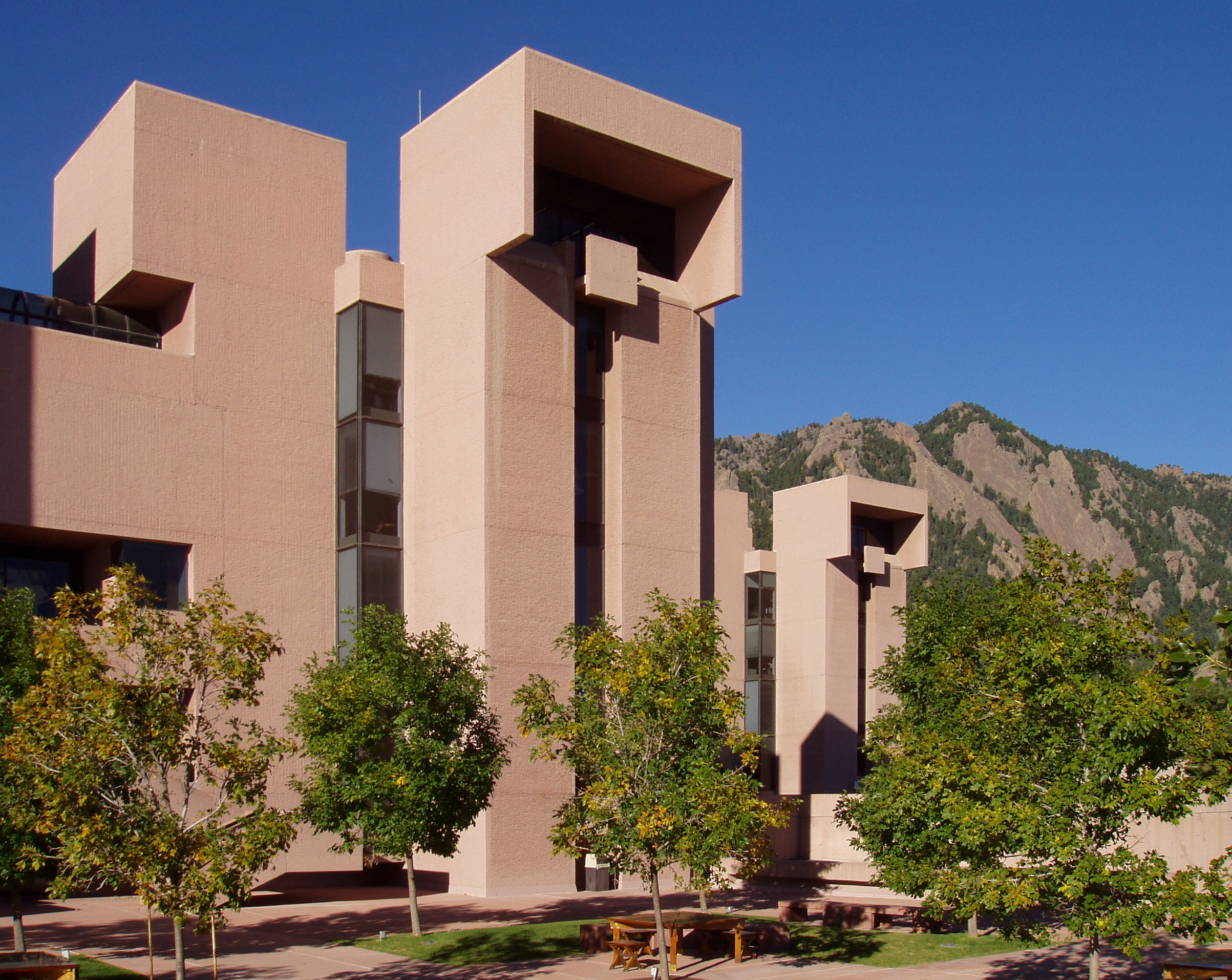
NCAR Laboratorio Mesa, Boulder, Colorado

Il Centro nazionale per gli studi atmosferici degli Stati Uniti d'America (National Center for Atmospheric Research, NCAR) è un centro di ricerca e sviluppo americano finanziato a livello federale (FFRDC) e dalla NSF (National Science Foundation) e gestito dalla UCAR (University Corporation for Atmospheric Research). L'attuale direttore è Everett Joseph, che ha sostituito James Hurrell. Il centro NCAR possiede diverse strutture, tra le quali il quartier generale "Laboratorio Mesa" a Boulder, Colorado che è stato progettato da Ieoh Ming Pei. I campi di studio comprendono meteorologia, climatologia, chimica dell'atmosfera, interazioni Terra-Sole, impatto ambientale.

## Descrizione

### Strumenti e tecnologie
Il centro NCAR fornisce una vasta gamma di strumenti e tecnologie alla comunità scientifica per lo studio dell'atmosfera terrestre inclusi,
- strumenti specifici per misure di processi atmosferici
- ricerca aeronautica
- strumenti di calcolo e infrastrutture informatiche di elevate prestazioni come supercomputer
- l'osservatorio solare "Mauna Loa"
- cooperative field campaigns
- modelli atmosferici su processi meteorologici, climatici, chimici, solari inclusi modelli sviluppati cooperativamente come:
  - il modello climatico a sistema raggruppato (Community Climate System Model (CCSM))
  - il modello di ricerca e previsione meteorologica (Weather Research and Forecasting model (WRF))
  - il modello climatico comunitario dell'intera atmosfera (Whole Atmosphere Community Climate Model (WACCM))
- trasferire le competenze tecnologiche ai bisogni della società
- collezioni di dati, servizi di dati ed altro

### Personale e importanti scienziati presenti e passati
Il centro si compone di scienziati, ingegneri, tecnici e personale di supporto. Le principali aree di ricerca comprendono 
- climatologia (Il passato il presente ed il futuro del clima della Terra; l'effetto serra, il riscaldamento globale e i cambiamenti climatici; il fenomeno del Niño, della Niña ed altri schemi atmosferici di grande scala; siccità, incendi)
- meteorologia (previsioni di breve termine; previsioni sul tempo; effetti del tempo sul clima; uragani; tornado e altre importanti temporali; processi fisici)
- ambiente ed effetti sulla società (impatti del cambiamento climatico sull'ambiente naturale o gestito dall'uomo; interazioni di meteo, clima e società; sistemi di previsione meteorologica per il trasporto aereo e terrestre; sicurezza nazionale)
- inquinamento atmosferico e chimica dell'aria (inquinamento dell'aria a livello locale regionale e globale; clima e chimica dell'aria; trasformazioni chimiche e trasporto nell'atmosfera)
- il Sole e il tempo meteorologico spaziale (la struttura del Sole, dal suo interno alle macchie solari alla corona solare; il ciclo solare; l'effetto del Sole sul Tempo e sul clima della Terra; tempo meteorologico spaziale)
- altri componenti della scienza del sistema Terra (gli effetti sul tempo e sul clima di: gli oceani e gli altri componenti del ciclo delle acque della Terra, inclusi i mari, i ghiacciai e il resto della criosfera; foreste, agricoltura, urbanizzazione e altri tipi di uso del suolo)

Scienziati di fama appartenenti ad oggi al centro includono Tom Wigley, Kevin Trenberth, e Caspar Ammann, e nel passato troviamo Paul Crutzen (premio Nobel per la chimica, 1995); Paul Julian (meteorologo), che assieme al collega Roland Madden ha scoperto l'oscillazione Madden-Julian; Stephen Schneider (socio della MacArthur e membro dell'accademia nazionale delle scienze (National Academy of Science); E. Cicely Ridley, Robert E. Dickinson e R.G. Roble (che qui scrissero il codice Roble–Dickinson–Ridley per un modello generale della circolazione della termosfera), e altri. Greg Holland iniziò il progetto del modello multiscala "Previsioni sul sistema Terra su più livelli" ("Predicting the Earth System Across Scales".

### Direttori
Il centro è stato fondato da Walter Orr Roberts, che ne ha assunto per primo la direzione. 
| Nome                  | Periodo di servizio         |
| --------------------- | --------------------------- |
| Walter Orr Roberts    | 1960–1968                   |
| John W. Firor         | 1968–1974                   |
| Francis P. Bretherton | 1974–1980                   |
| Wilmot N. Hess        | 1980–1986                   |
| Richard A. Anthes     | 1986–1988                   |
| Robert Serafin        | 1989–2000                   |
| Timothy Killeen       | 2000–2008                   |
| Eric J. Barron        | 2008–2010                   |
| Roger M. Wakimoto     | 2010–2013                   |
| Maura Hagan           | 2013 (direttore ad interim) |
| James W. Hurrell      | 2013–2018                   |
| Everette Joseph       | 2019–presente               |

### Organizzazione della ricerca - laboratori e programmi
Il centro NCAR è attualmente organizzato in cinque laboratori:
Laboratori
- Laboratorio computazionale e di sistemi informatici (Computational & Information Systems Laboratory (CISL)) - Il CISL era precedentemente conosciuto come divisione scienza computazionale (SCD). Il CISL gestisce e fa funzionare i supercomputer del NCAR, i sistemi di memoria di massa, la rete e gli altri servizi computazionali e di infrastrutture cibernetiche. L'istituto per la matematica applicata e le geoscienze (The Institute for Mathematics Applied to Geosciences (IMAGe)) è una divisione di ricerca interna al CISL.[11]
- Laboratorio d'osservazione della Terra (Earth Observing Laboratory (EOL))
- Osservatorio delle alte altitudini (High Altitude Observatory (HAO))
- Laboratorio del sistema Terra NCAR (NCAR Earth System Laboratory (NESL))
- Laboratorio di ricerca applicata (Research Applications Laboratory (RAL))

Programmi
- Studi di programmi avanzati (Advanced Study Program (ASP))
- Programmi di scienza integrata (Integrated Science Program (ISP))

Il servizio del centro NCAR alle università e alle grandi comunità di geoscienze è rafforzata con l'offerta della "corporazione universitaria per la ricerca atmosferica" (University Corporation for Atmospheric Research|community programs (UCAR)).

### Finanziamenti e gestione
Il centro NCAR è gestito dalla corporazione senza fini di lucro UCAR ed è una delle fondazioni scientifiche nazionali degli Stati Uniti d'America (National Science Foundation (NSF)) del centro per lo sviluppo e ricerca federale (Federally Funded Research and Development Center), con il 95% circa dei fondi provenienti dal governo federale. Comunque, l'NCAR non è un'agenzia federale ed i suoi impiegati non fanno parte degli impiegati del sistema federale. NCAR employs about 1,000 staff. Its annual expenditures in fiscal year 2008 were $181 million. Roger Wakimoto è diventato il direttore del NCAR nel 2010. James Hurrell became the new director in 2013.

## Ospiti

### Visite scientifiche
L'NCAR ha diverse opportunità per le visite scientifiche da strutture per seminari, colloqui e collaborazioni da parte di colleghi del mondo accademico laboratori governativi e privati. Numeroso personale del NCAR inoltre visita colleghi di università e di laboratori e aiuta come assistente od ospite di facoltà.

### Giri turistici
Il centro visite del Laboratorio Mesa è aperto gratuitamente al pubblico. Visite guidate e giri autoguidati con tablet comprendono video e audio sul primo supercomputer costruito da Seymour Cray così come sul moderno parco supercomputer del NCAR. Presente anche materiale educativo e dimostrativo dei fenomeni meteorologici e di cambiamento climatico nonché un suggestivo sentiero esterno sul Tempo. Visite guidate di un'ora sono disponibili lunedì, mercoledì e venerdì pomeriggio esclusi festivi.